# Ngựa Shan
Ngựa Shan hay còn gọi là Shan Myinn là một giống ngựa lùn có nguồn gốc từ vùng cao nguyên Shan, thuộc bang Shan ở miền đông Myanmar (Miến Điện). Theo truyền thống, nó được nhân giống bởi người Shan của khu vực đó.:141 Đây là một trong hai giống ngựa ở Myanmar, giống còn lại là Ngựa Miến Điện. Giống ngựa này khá tương đồng như các giống ngựa lùn hoặc ngựa Manipuri của Ấn Độ, ngựa Spiti và ngựa Bhutia.:502

## Lịch sử
Một mô tả thời kỳ thuộc địa về những con ngựa Shan, được xuất bản bởi Gazetteer của Thượng Miến Điện và Shan năm 1901, gọi chúng là "một giống ngựa nhỏ và thô kệch".:12 Theo một bản ghi chép từ năm 1905, chúng có kích thước tương tự và loại với ngựa Mông Cổ. Ngựa giống này có trọng lượng tốt, nhảy giỏi, nói chung là hữu ích nhưng chậm chạp.:141
Số lượng của giống ngựa Shan được báo cáo lần cuối với DAD-IS vào năm 1991, khi đó có 9 000 con ngựa đực và 13 000 con cái đang sinh sản. Năm 2007, tình trạng bảo tồn của nó được FAO ghi nhận là "không có nguy cơ".:81

## Đặc điểm
Ngựa Shan là một giống ngựa núi có kích thước nhỏ, khỏe mạnh, thích nghi tốt với điều kiện nóng ẩm và độ cao tới 6 000 m. Bộ lông của nó dày hơn so với giống ngựa Miến Điện. Giống ngựa này được sử dụng làm ngựa vận chuyển, ngựa kéo và cưỡi.:502 Bộ lông của giống ngựa có thể có màu tối hoặc xám.:502